# Романовская (Шенкурский район)
Романовская — деревня в Шенкурском районе Архангельской области. Входит в состав муниципального образования «Никольское».

## География
Деревня расположена в южной части Архангельской области, в таёжной зоне, в пределах северной части Русской равнины, в 17 километрах на юго-запад от города Шенкурска, на левом берегу реки Вага. Ближайшие населённые пункты: на севере деревня Петровская, на юге деревня Семёновская. Через деревню проходит автомобильная дорога федерального значения М8 «Холмогоры».
Часовой пояс
Романовская, как и вся Архангельская область, находится в часовой зоне МСК (московское время). Смещение применяемого времени относительно UTC составляет +3:00.

## Население
| 2002 | 2010 | 2012 |
| ---- | ---- | ---- |
| 14   | ↘13  | ↘9   |

## История
В «Списке населенных мест Архангельской губернии к 1905 году» деревня Романовская (Питерехина) насчитывает 20 дворов, 84 мужчины и 88 женщин. В административном отношении деревня входила в состав Шелашского сельского общества Устьпаденгской волости.
1 января 1912 года из Устьпаденгской волости выделяется Шелашская волость и деревня Романовская оказывается в составе Шелашского сельского общества новой волости. На 1 мая 1922 года в поселении 31 двор, 50 мужчин и 84 женщины.